# Télé Monte Carlo
A Télé Monte Carlo ou simplesmente TMC é a televisão oficial do Mónaco. A televisão é membra da União Europeia de Rádiodifusão.

## História
O canal privado mais antigo da Europa, o TMC remonta a 1954, inaugurado por Rainier III, Príncipe do Mónaco. Como vários outros canais de televisão europeus, a sua primeira grande transmissão foi relacionada à dinastia reinante do país, neste caso o casamento do príncipe Rainier III e Grace Kelly. Como resultado de um acordo entre o príncipe Rainier III e o presidente francês, François Mitterrand, a TMC pôde ser transmitida para o oeste até Montpellier, na França, triplicando sua cobertura (três milhões de telespectadores em potencial).
Em 1987, o canal foi carregado por algumas horas no M6, um serviço de televisão francês - que o tornou disponível para muito mais da França - e o canal foi eventualmente carregado pela CanalSat e tornou-se disponível em toda a França e na região do Oceano Índico. O canal também ganhou um lugar no programa de televisão digital terrestre em língua francesa, demonstrando seu grande apelo.
O canal era controlado, conjuntamente, pelo Grupo TF1 (40%), o Grupo AB (40%) e o governo do Mónaco (20%). Em 2010, o grupo TF1 comprou as ações do Grupo AB, em 2016, a TF1 comprou as ações do Governo do Mónaco, e agora possui 100% do canal.
Até 1995, a TMC era membro da European Broadcasting Union, como parte da Radio Monte-Carlo (RMC). Actualmente, a afiliação do Monégasque é detida pelo Groupement de Radiodiffuseurs Monégasques (GRMC), uma organização conjunta da Monte-Carlo Radiodiffusion (RMC) e da Radio Monte Carlo (RMC).

## Programação
Télé Monte Carlo mostra uma variedade de programas, incluindo muitas importações. Também produz muitos programas originais que incluem revistas de notícias, programas de culinária e talk shows, que incluem:
- SUD: programa cultural com foco em Mônaco e no sul da França, foi ao ar todos os domingos.

- Monacoscópio: programa que apresenta as últimas notícias da política, esportes e a monarquia de Mônaco.

- Notre région: revista de notícias centrada em notícias políticas, culturais e econômicas da região francesa de Provence-Alpes-Côte d'Azur